# 2. divisjon 2012 (football americano norvegese)
La 2. divisjon 2012 è la 20ª edizione del campionato di football americano di secondo livello, organizzato dalla NAIF.

## Squadre partecipanti
| Club               | Città    | Stadio | Sponsor ufficiale | Risultato nella stagione 2011 |
| ------------------ | -------- | ------ | ----------------- | ----------------------------- |
| Tønsberg Raiders   | Tønsberg |        |                   |                               |
| Vålerenga Trolls 2 | Oslo     |        |                   |                               |

## Stagione regolare

### Calendario

#### 1ª giornata
| 19 maggio 2012, ore 15:00 | Vålerenga Trolls 2 | 84 – 6 | Tønsberg Raiders |  |

#### 2ª giornata
| 10 giugno 2012, ore 14:00 | Vålerenga Trolls 2 | 34 – 12 | Tønsberg Raiders |  |

### Classifica
La classifica della regular season è la seguente:
- PCT = percentuale di vittorie, G = partite giocate, V = partite vinte,  P = partite perse, PF = punti fatti, PS = punti subiti

| Pos. | Squadra            | PCT   | G | V | N | P | PF  | PS  |
| ---- | ------------------ | ----- | - | - | - | - | --- | --- |
| 1    | Vålerenga Trolls 2 | 1.000 | 2 | 2 | 0 | 0 | 118 | 18  |
| 2    | Tønsberg Raiders   | .000  | 2 | 0 | 0 | 2 | 18  | 118 |

## Verdetti
- Vålerenga Trolls 2 campioni della 2. divisjon 2012